# Rzewin (gromada)
Rzewin – dawna gromada, czyli najmniejsza jednostka podziału terytorialnego Polskiej Rzeczypospolitej Ludowej w latach 1954–1972.
Gromady, z gromadzkimi radami narodowymi (GRN) jako organami władzy najniższego stopnia na wsi, funkcjonowały od reformy reorganizującej administrację wiejską przeprowadzonej jesienią 1954 do momentu ich zniesienia z dniem 1 stycznia 1973, tym samym wypierając organizację gminną w latach 1954–1972.
Gromadę Rzewin z siedzibą GRN w Rzewinie utworzono – jako jedną z 8759 gromad na obszarze Polski – w powiecie płońskim w woj. warszawskim, na mocy uchwały nr VI/10/14/54 WRN w Warszawie z dnia 5 października 1954. W skład jednostki weszły obszary dotychczasowych gromad Galominek Nowy, Cieszkowo Kolonia, Kiełki, Lachówiec, Pieńki, Galominek i Rzewin ze zniesionej gminy Sarbiewo w tymże powiecie. Dla gromady ustalono 12 członków gromadzkiej rady narodowej.
31 grudnia 1959 z gromady Rzewin wyłączono (a) wieś Pieńki Rzewińskie, włączając ją do gromady Dziektarzewo oraz (b) wieś Galominek, włączając ją do gromady Sarbiewo w tymże powiecie, po czym gromadę Rzewin zniesiono a jej (pozostały) obszar włączono do gromady Baboszewo tamże.